# FIFA Manager 10
FIFA Manager 10 — игра из серии игр «Electronic Arts» о клубном футболе. Игра, как и прошлые годы, разрабатывалась «EA Canada» и издавалась «Electronic Arts» под брендом EA Sports.

## Карьера
В карьере игрок начинает в межсезонье, а именно 1 июля 2009 года. У игрока есть два месяца, чтобы сколотить команду и с успехом войти в новый футбольный сезон. На правах тренера, имеется полная свобода действий на футбольном небосклоне. Предсезонные сборы, товарищеские матчи, Лига Чемпионов, Лига Европы, Кубок страны и прочее.